# Brev från Klara
Brev från Klara och andra berättelser är en novellsamling av Tove Jansson som utkom 1991. Den följer hennes litterära tradition vad gäller vuxenböcker – att skriva noveller, eller en roman med berättelser som tangerar novellistiken.

## Noveller i samlingen[4]
- Bilderna
- Brev från Klara
- Emmelina
- I augusti
- Karin, min vän
- Näckroskärret
- Om förvarningar
- Om sommaren
- Resa till Rivieran
- Robert
- Sjörövarrom
- Sällskapslek
- Tågresan